# ان‌بی‌سی
ان‌بی‌سی کوتاه شده شرکت پخش ملی (به انگلیسی: National Broadcasting Company) (به‌طور مخفف NBC) یک شبکه تلویزیونی و شبکه رادیویی است که در آمریکا فعالیت می‌کند. دفتر مرکزی شرکت در ساختمان جی‌ئی در شهر نیویورک و چند شعبه مختلف آن نیز در لس‌آنجلس و شیکاگو قرار دارد.
ان‌بی‌سی توسط شرکت رادیوی آمریکا و در سال ۱۹۲۶ شکل گرفت که به‌خاطر این سابقه، ان‌بی‌سی را یکی از قدیمی‌ترین شبکه‌های پخش برنامه در آمریکا می‌دانند. در سال ۱۹۸۶ نیز وقتی جنرال الکتریک با قیمت ۶٫۴ میلیارد دلاری، شرکت رادیوی آمریکا را خریداری کرد، عملاً کنترل ان‌بی‌سی را نیز به‌دست گرفت.
ان‌بی‌سی خود دارای ۱۱ مرکز پخش و حدود ۲۰۰ همکار در این زمینه دارد. همچنین فعالیت‌های بین‌المللی آن نیز در کشورهایی چون کانادا، کره جنوبی، بریتانیا و آلمان انجام می‌شود و در کشورهای مذکور کانال‌هایی دارد.

## برنامه‌های محبوب
- فرندز
- آفیس (The Office)
- پخش زنده شنبه شب (Saturday Night Live)
- امریکاز گات تلنت (America's Got Talent)
- قانون و نظم: واحد قربانیان ویژه
- نظم و قانون
- نقطه کور. (Blind Spot)
- جهان رقص (World of Dance)
- فهرست سیاه (The Blacklist)
- کارآموز
- این ما هستیم
- هانیبال